# الدوري الأمريكي لكرة السلة للمحترفين 2010–11
الدوري الأمريكي لكرة السلة للمحترفين 2010–11 (بالإنجليزية: 2010–11 NBA season)‏ هو موسم من الرابطة الوطنية لكرة السلة. أقيم خلال الفترة 26 أكتوبر 2010 وحتى 12 يونيو 2011، وأشرف على تنظيمه الرابطة الوطنية لكرة السلة، وفاز فيه دالاس مافيريكس.